# El Collado (Guadalajara)
El Collado es un despoblado español situado en el término municipal de Berninches (Guadalajara). Está situado en un profundo valle alcarreño, en la desembocadura del arroyo de la Golosa en el río de Arlés. Únicamente queda en pie la iglesia del lugar reconvertida en ermita de Berninches.

## Historia
Fue una aldea fundada en la presura del siglo XII por la Orden de Calatrava, que ostentaba el señorío del alfoz de Zorita. La economía del pueblo se basaba en la agricultura y en la ganadería.

La peste negra que asoló Europa desde 1347 fue acabando con la economía de la zona y con sus habitantes. Al igual que su vecina La Golosa, a finales del siglo XIV los habitantes de El Collado abandonaron el poblado y se trasladaron a los cercanos Alhóndiga y Berninches, a quien se anexionó la encomienda.